# Franz Georg Gneomar von Kunitzky
Franz Georg Gneomar von Kunitzky (* 1. Juni 1735 zu Brück, Kreis Bütow; † 4. Februar 1799 in Wesel) war ein preußischer Generalmajor und Chef des Infanterieregiments „von Kunitzky“.

## Leben
Sein Vater Franz von Kunitzky war Erbherr von Brück. Er ging am 18. Juni 1750 zu den Kadetten in Berlin. Er war arm, aber sehr groß, daher kam er zur Garde. Am 6. Mai 1756 wurde er zunächst Unteroffizier bei den Unrangierten des I. Bataillons der Garde. Er wurde am 16. Juni 1756 Gefreitenkorporal und nahm während des Siebenjährigen Krieges an den Schlachten bei Kolin, Leuthen, Liegnitz, Torgau sowie der Belagerung von Breslau teil. In dieser Zeit wurde er am 18. Januar 1758 Fähnrich und am 25. November 1763 Premierleutnant. Es dauerte bis zum 25. Januar 1773, bis er Stabskapitän wurde sowie am 25. Februar 1773 zum Hauptmann und Kompaniechef avancierte. Als solcher nahm er am Bayerischen Erbfolgekrieg teil. Kunitzky stieg bis Ende Mai 1784 zum Oberstleutnant auf. 1786 verlieh der König ihm den Orden Pour le Mérite. und ernannte ihn am 10. August 1786 zum Kommandeur des I. Bataillons der Garde. Die Beförderung zum Oberst erfolgte am 6. Juni 1788 und am 9. Januar 1793 wurde er schließlich Generalmajor und Chef des Infanterieregiments „von Dohna“ in Wesel, welches fortan seinen Namen trug. Er kämpfte im Ersten Koalitionskrieg in zahlreichen Feldzügen, so in der Schlacht bei Kaiserslautern (auch: Moorlautern), Famars, im Gefecht bei Saint-Avold, Schwalm, Scheid, St. Ingbert, Saarbrücken, Johanniskreuz. Im Gefecht bei Trippstadt wurde er durch einen Schuss in den Unterleib schwer verletzt und befand sich vom 16. Juli bis zum 30. September 1794 im Lazarett in Mainz. Er starb am 4. Februar 1799 an den Spätfolgen der Verletzung.

## Familie
Er heiratete in Potsdam Anna Denkert (1748–1814), die Tochter eines der Garde-Grenadiere. Das Paar hatte folgende Kinder:
- Auguste (1776–1858) ⚭ 1796 Friedrich von Schoeler (1772–1840), preußischer General der Infanterie
- Franz Georg (1778–1857), preußischer Oberstleutnant

Der König bedauerte den Tod seines Generals sehr und schickte zunächst ein Beileidsschreiben an die Witwe. Ab dem 5. Februar 1801 erhielt sie zudem eine jährliche Pension von 120 Talern.